# Dorel Zegrean
Dorel Zegrean (Mărișelu, 4 december 1969) is een Roemeens voormalig voetballer die als verdediger of middenvelder speelde.
Zegrean brak door bij Gloria Bistrița waarmee hij in 1994 de Roemeense beker won. In Nederland is hij vooral bekend van zijn periode bij Fortuna Sittard. Zegrean kwam driemaal uit voor het Roemeens voetbalelftal.
Na zijn spelersloopbaan werd hij jeugdtrainer bij Gloria Bistrița.